# Medio Tiempo (manzana)
Medio Tiempo es el nombre de una variedad cultivar de manzano (Malus domestica). Esta manzana está cultivada en diversos viveros entre ellos algunos dedicados a conservación de árboles frutales en peligro de desaparición, así como en parcelas de cultivos de organismos autónomos de conservación de las variedades hortícolas y frutales de la herencia. Esta manzana es originaria del Archipiélago canario (isla de Tenerife),donde tuvo su mejor época de cultivo comercial anterior a la década de 1960, y actualmente en menor medida aún se encuentra.

## Sinónimos
- "Manzana Medio Tiempo".[6][8][9][10]

## Historia
La llegada de los manzanos al Archipiélago canario, se produjo tras la conquista castellana. Ya en la primera mitad del siglo XVI, se conocían múltiples variedades de manzanas plantadas en las islas.
Las Islas Canarias presentan unas condiciones de clima y de suelos excelentes para el cultivo del manzano, en la ecozona de "Medianías Frescas" del norte de las islas canarias occidentales, y de la isla de Tenerife, dada las altas necesidades de horas de frío y de humedad que presenta el cultivo del manzano.
'Medio Tiempo' está considerada incluida en las variedades locales autóctonas muy antiguas, cuyo cultivo se centraba en comarcas muy definidas. Se caracterizaban por su buena adaptación a sus ecosistemas y podrían tener interés genético en virtud de su adaptación. Se encontraban diseminadas por todas las regiones fruteras españolas, aunque eran especialmente frecuentes en la España húmeda. Estas se podían clasificar en dos subgrupos: de mesa y de sidra (aunque algunas tenían aptitud mixta).
'Medio Tiempo' es una variedad mixta, clasificada como de mesa, también se utiliza en la elaboración de sidra; difundido su cultivo en el pasado por los viveros comerciales y cuyo cultivo en la actualidad se ha reducido a huertos familiares y jardines privados.

## Características
El manzano de la variedad 'Medio Tiempo' tiene un vigor alto; florece a finales de abril; tubo del cáliz alargado, ancho, , comunicándose con el eje del corazón, y con los estambres situados por debajo de la mitad.
La variedad de manzana 'Medio Tiempo' tiene un fruto de tamaño medio o grande; forma cónica o cónico-truncada, voluminosa desde la mitad hacia su base y a veces forma cuello unos dos centímetros por debajo de su cima, contorno oblongo en la mayoría; piel fuerte; con color de fondo verde amarillo, siendo el color del sobre color ausente, acusa punteado ruginoso y blanquinoso entremezclado de placas verdosas, y una sensibilidad al "russeting" (pardeamiento áspero superficial que presentan algunas variedades) medio; pedúnculo corto y medio pero casi siempre quedando por debajo de los bordes y raramente sobresaliendo por encima, leñoso, anchura de la cavidad peduncular es media, profundidad de la cavidad pedúncular de profundidad poco profunda, borde irregular, con chapa ruginosa en el fondo, y con importancia del "russeting" en cavidad peduncular media; anchura de la cavidad calicina estrecha, formando morro en su mayoría, profundidad de la cav. calicina poco profunda, fondo fruncido y ondulado mamelonado en los bordes, y de la importancia del "russeting" en cavidad calicina media; ojo medianamente grande, cerrado o entreabierto; sépalos cortos, triangulares, erectos o entremezclados y con las puntas suavemente vueltas hacia fuera, de color gris.
Carne de color crema con fibras verdosas; textura crujiente, jugosa; sabor característico de la variedad, acidulado y aceptable; corazón  bulbiforme; eje abierto, cavernoso; celdas anchas y arriñonadas con rayas lanosas; semillas puntiagudas e irregulares, poco abundantes.
La manzana 'Medio Tiempo' tiene una época de maduración y recolección tardía en el otoño, se recolecta desde mediados de octubre hasta mediados de noviembre, madura durante el invierno aguanta varios meses más. Tiene uso mixto pues se usa como manzana de mesa fresca, y también como manzana para elaboración de sidra.